# یواس‌اس هیلو (ای‌جی‌پی-۲)
یواس‌اس هیلو (ای‌جی‌پی-۲) (به انگلیسی: USS Hilo (AGP-2)) یک کشتی بود که طول آن ۲۷۸ فوت ۱۱ اینچ (۸۵٫۰۱ متر) بود. این کشتی در سال ۱۹۳۱ ساخته شد.